# Marder I
A Marder I (SdKfz 135) foi um destruidor de tanques alemão, equipado com um canhão antitanque PaK 40 de 75 mm. A maioria das Marder Is foram construídas sobre a base do Lorraine 37L, um trator de artilharia blindado francês, de quem os alemães tinham adquirido mais de 300, após a queda da França em 1940.

## Desenvolvimento
A Marder I foi desenvolvida em maio 1942 pelo major Alfred Becker. Ele carregou o canhão antitanque de 75 milímetros PaK 40 no chassi da Lorraine.
Como o canhão era relativamente grande, a superestrutura do compartimento da tripulação original foi removido para criar o espaço necessário para o encaixe da arma. Isso foi feito em Baustokommando Becker. A arma foi então montada sobre o chassi. A Alkett, trabalhando em conjunto com a Becker, produzido a blindagem armadura em um ângulo para acomodar o compartimento da tripulação.
A blindagem era relativamente leve, e o canhão tinha uma abertura na parte de cima. A principal função do veículo foi proporcionar mobilidade para a arma antitanque, e não como um substituto para um tanque de guerra.
Entre julho e agosto de 1942, 170 Marders I foram construídos no chassi da Lorraine. Mais tarde, vários outros tanques franceses e polacos foram usados como a base para a conversão Marder  I, incluindo a Hotchkiss H39 e FCM 36. Essas conversões também foram concluídas no Baustokommando Becker, embora menos deles foram construídos. A Marder inicialmente foi servida em divisões de infantaria na frente oriental, e encontrou-se com um bom sucesso de serviço.

## Imagens

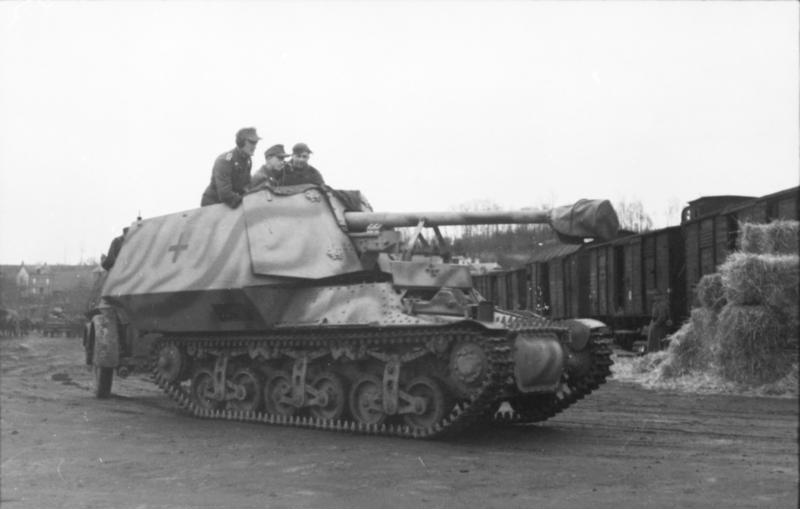
Marder I, em 1943.
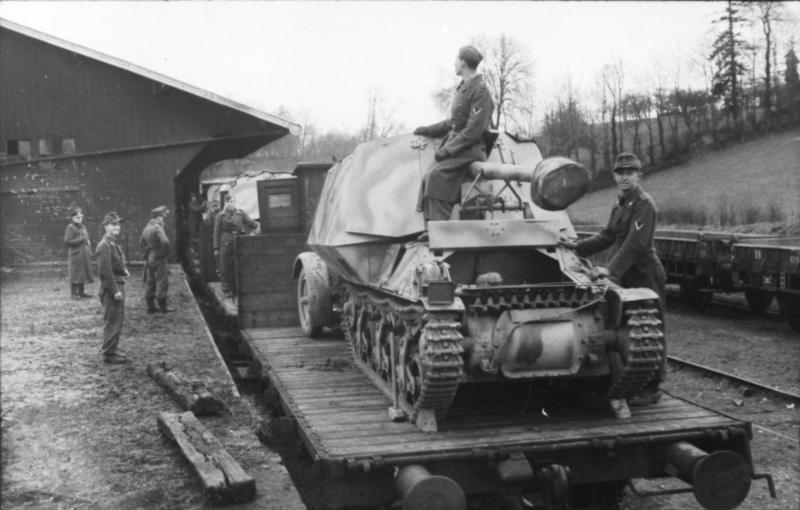
Marder I sendo carregada por um trem, em 1943.
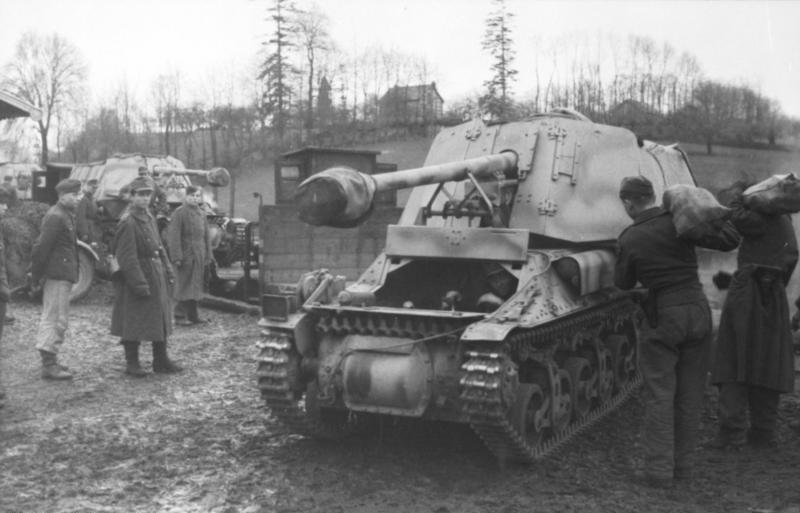
Marder I exibindo o compartimento do condutor, em 1943.
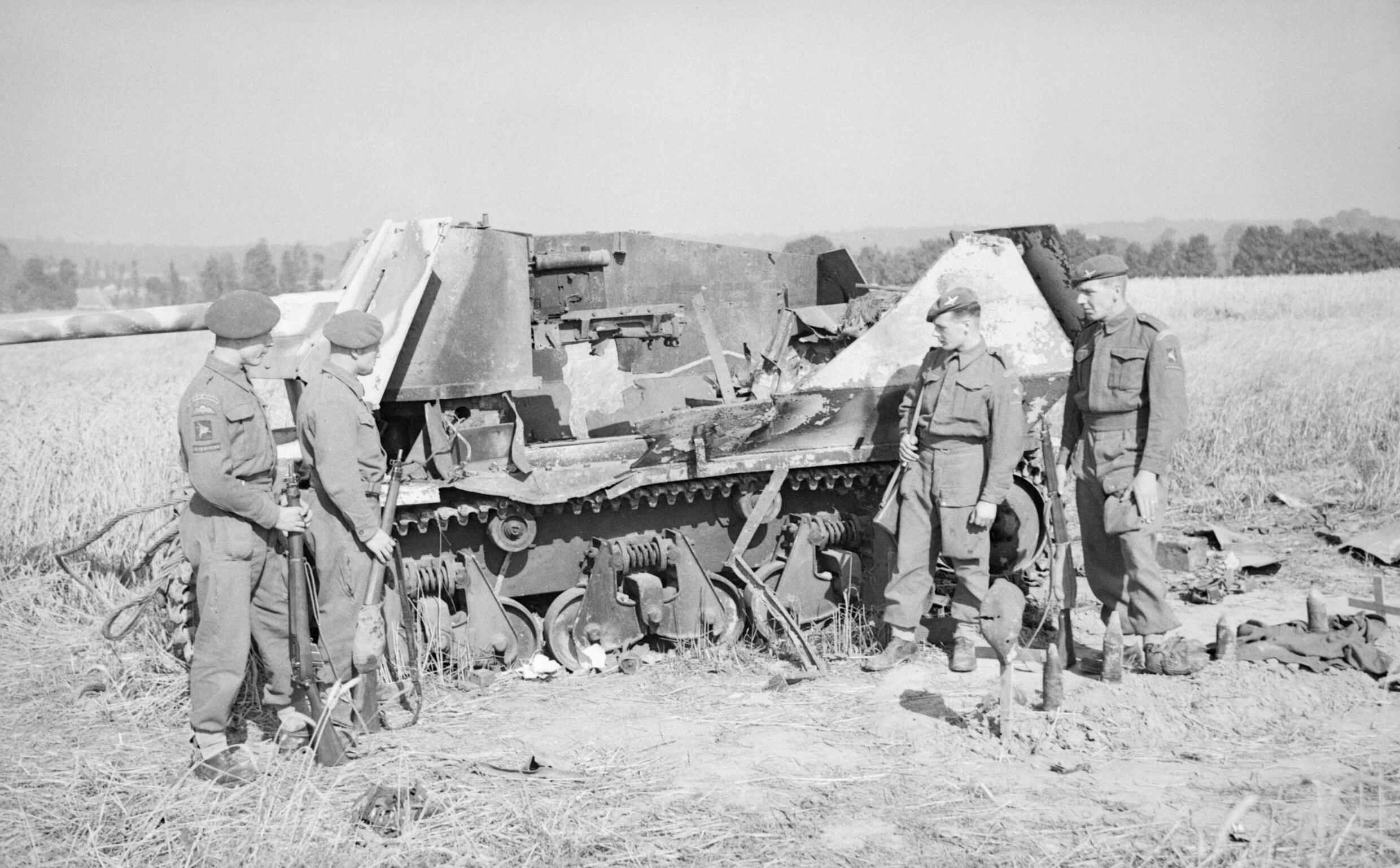
Soldados britânicos investigando uma Marder I, em  1944.